# Thomas C. Wasson
Thomas Campbell Wasson (Great Falls, 8 de febrer de 1896 – Jerusalem, 23 de maig de 1948) fou un diplomàtic americà assassinat mentre era cònsol general pels Estats Units a Jerusalem. També era membre de la Comissió de Treves de les Nacions Unides.

## Biografia
Thomas C. Wasson va néixer el 8 de febrer de 1896 a Great Falls, Montana i va créixer a Newark, Nova Jersey. Va ser vicecònsol dels Estats Units a Melbourne, Austràlia del 1926 al 1929. El 1932, va ser vicecònsol a Puerto Cortés, Hondures, i el 1938, va ser cònsol a Lagos, Nigèria. L'abril de 1948, Wasson va ser designat cònsol general dels EUA a Jerusalem, Israel.
El 19 de maig de 1948, el diari escocès The Scotsman va citar una informació de Wasson, en el que deia que el cònsol britànic tenia una "sortida estreta" quan el consolat va ser tirotejat. El 22 de maig, va aparèixer la informació de que Wasson havia intentat aturar el bombardeig de la Legió Àrab a l'Hospital Hadassah i la Universitat Hebrea de la Muntanya Scopus: "El cònsol americà ha notificat haver contactat amb la Legió Àrab demanant l'alto al foc contra les posicions jueves i els edificis del voltant. El comandant de la Legió li va contestar que aquells edificis estaven sent utilitzats per les forces jueves per a bombardejar morters i metrallar al barri Sheikh Jarrah ocupat per àrabs i van donar al cònsol motius per a que els jueus expressessin la seva rendició com a presoners i que tots els metges, infermeres, professors i científics fossin portats a la Creu Roja.
Més endavant en el mateix dia, poc després de les 14:00, Thomas C. Wasson va ser disparat mentre tornava al consolat nord-americà d'una reunió amb la Comissió de Treves de les Nacions Unides al consolat francès de Jerusalem. Mentre travessava el Carrer Wauchope (actualment Abraham Lincoln/Hess) per entrar al consolat, va ser disparat amb un rifle de 7,62mm de calibre. La bala li va entrar al tronc des del seu braç dret. Va morir l'endemà.
El seu funeral es troba narrat pel periodista nord-americà Arthur Derounian (John Roy Carlson) en el seu llibre Cairo to Damascus.
Wasson va ser substituit pel viceconsol William Burdette. El cos va ser retornat als EUA i fou enterrat a la Catedral Nacional de Washington.